# Картошка (песня)
Расскажу-ка вам, ребята,

Жили в лагере мы как,

И на солнце, как котята,

Грелись этак, грелись так.

Наши бедные желудки

Были вечно голодны,

И считали мы минутки

До обеденной поры.

Дым костра, луны сиянье,

Белый пепел и зола,

Дразнит наше обонянье

Дух картошки из костра.

Ах, ты, милая картошка,

Низко бьём тебе челом,

Даже дальняя дорожка

Нам с тобою нипочём.

Ах, картошка, объеденье,

Лагерников идеал,

Тот не знает наслажденья,

Кто картошки не едал.

А мальчишки (девчонки)-то обжоры,

Всю картошку поедят,

А потом завоют хором:

«Животы у нас болят!»

Наши храбрые ребята

Исколесят ближний лес,

Понастроят себе хаты,

Не залезет в них и бес.

На дежурство из палатки

Очень трудно вылезать,

И приходится за пятки

Наших мальчиков (девочек) таскать.

Вот собрались бегемоты,

Издают протяжный вой

Хоть и знают они ноты,

Но поют… О, Боже мой!
«Карто́шка» — детская русская песня. Сочинена в середине 1910-х годов, в СССР была широко известна как пионерская. Автор слов и музыки — один из лидеров московских скаутов, редактор журнала «Вокруг света» В. Попов. Песня изначально представляла собой юмористическое описание быта скаутского, затем пионерского лагеря.

## Советская переделка
В начале 1920-х годов поэту А. Жарову было поручено приспособить песню для пионерской организации. Жаров сохранил первые пять куплетов (изменив начало на «Ну, споёмте-ка ребята» и слова «лагерников идеал» на «пионеров идеал»); при этом он отбросил зарисовки лагерного быта и вставил следующий куплет:
Чем картошечка в мундире,

Лучше блюда не найдёшь,

Ни в Крыму, ни на Памире,

Целый свет хоть обойдёшь.
Этот вставной куплет, однако, не вошёл в широкое употребление.
В русской эмиграции песня всегда исполнялась в старой редакции. Этот же вариант используется современным русским обществом «Скауты России».